# مارکو مارتین (بازیکن فوتبال)
مارکو مارتین (انگلیسی: Marco Martin؛ زادهٔ ۲۵ دسامبر ۱۹۸۷) بازیکن فوتبال اهل ایتالیا است.
از باشگاه‌هایی که در آن بازی کرده‌است می‌توان به باشگاه فوتبال دلفینو پسکارا اشاره کرد.